# Khuddakapatha
El Khuddakapāṭha (en pali "pasajes cortos"; abreviado como "Khp") es una escritura budista theravada, la primera colección de discursos (suttas) en el Khuddaka Nikāya del Canon Pali. Es posible que se haya originado como un manual para monjes novicios compuesto a partir de extractos de textos canónicos.

## Historia
El Khuddakapāṭha fue excluido de las listas de textos canónicos recopilados por los Digha- y Majjhima-bhanakas de la tradición theravada, así como de la traducción china de los comentarios de Buddhaghosa. Esto sugiere que el Khuddakapāṭha no había alcanzado el estatus canónico hasta relativamente tarde en el proceso de fijación del canon theravada, y puede ser uno de los últimos textos añadidos al Canon mismo.
Todos, excepto uno de los discursos que recoge, se encuentran en otros lugares del Canon Pali: el Nidhi Kanda no está presente en el Canon Pali actual, pero incluye el texto [Khp 8.9] citado en el Kathavatthu del Abhidhamma Pitaka [Kv 351,18-21]. En su origen puede haber sido como un manual para novicios compuesto de extractos del canon, y fue aceptado como canónico porque consistía en textos que ya eran parte del Canon. El Khuddakapāṭha no se usa ni estudia ampliamente en los países theravada modernos, pero varios de sus textos están incluidos en una colección común de Paritta (el Maha Pirit Potha), lo que sugiere que esta colección se originó con el Khuddakapāṭha o un texto precursor.

## Contenido
La colección está compuesta por los siguientes nueve discursos:
1. "Tomando refugio" (Saranattayam)
2. "Los diez preceptos budistas" (Dasasikkhapadam)
3. "Las treinta y dos partes [del cuerpo]" (Dvattimsakaro)[3]
4. "Preguntas del novicio" (Kumarapanha)
5. "Discurso sobre las bendiciones" (Mangala Sutta)
6. "Discurso sobre los tesoros" (Ratana Sutta)
7. "Sombras hambrientas, capítulo fuera del muro" (Tirokutta Sutta)
8. "Capítulo del fondo de reserva" (Nidhikanda Sutta)
9. "Discurso sobre el amor universal" (Metta Sutta)

## Traducciones al ingles
- Tr R. C. Childers, in Journal of the Royal Asiatic Society, 1869
- Tr F. L. Woodward, in Some Sayings of the Buddha, 1925
- "The text of the minor sayings", in Minor Anthologies of the Pali Canon, volume I, tr C. A. F. Rhys Davids, 1931, Pali Text Society, Bristol
- "The minor readings", in 1 volume with "The illustrator of ultimate meaning", its commentary, tr Nanamoli, 1960, Pali Text Society, Bristol